# 이녕 (화가)
이녕(李寧)은 고려 시대의 화가로, 본관은 전주다.
젊어서부터 그림으로 이름을 날렸으며 인종 2년(1124년)에 추밀사(樞密使)를 따라 송에 들어갔는데 휘종(徽宗)이 한림시조(翰林侍詔)인 왕가훈(王可訓) 등에게 그에게서 그림을 배우게 하고 또 그에게 본국의 〈예성강도(禮成江圖)〉를 그려 드리라는 명을 내렸다 한다. 그가 그려 올리자 휘종이 보고 감탄하여 "근래에 고려에서 따라온 화공이 많으나 이녕이 제일이다"라고 칭찬하였다. 또 송나라 상인이 인종(仁宗)에게 그림을 하나 헌정했는데 인종이 이를 중국인의 신품(神品)으로 오인하고 이녕에게 보여준 바 그것이 바로 이녕의 그림 〈천수사남문도〉(天壽寺南門圖)임을 확인하고 더욱 사랑했다.

## 전기 자료
- 《고려사》 권122, 〈열전〉35. [방기], 이령